# US Open 2012 (mityng lekkoatletyczny)
1. US Open – halowy mityng lekkoatletyczny, który odbył się 28 stycznia 2012 w Madison Square Garden w Nowym Jorku. Zawody były pierwszymi w kalendarzu IAAF Indoor Permit Meetings w sezonie 2012.

## Rezultaty

### Mężczyźni
| Konkurencja:              | 1. miejsce        | Rezultat   | 2. miejsce         | Rezultat   | 3. miejsce               | Rezultat   |
| Bieg na 50 m              | Asafa Powell      | 5,64 PB    | Nesta Carter       | 5,67 PB    | Trell Kimmons            | 5,68 PB    |
| Bieg na 600 jardów        | Renny Quow        | 1:11,20 PB | Bershawn Jackson   | 1:11,31 SB | Tabarie Henry            | 1:11,75 SB |
| Bieg na milę              | Silas Kiplagat    | 4:00,65 PB | Bernard Lagat      | 4:00,92 SB | Daniel Kipchirchir Komen | 4:03,82 PB |
| Bieg na 50 m przez płotki | Terrence Trammell | 6,45 PB    | David Oliver       | 6,50 PB    | Omo Osaghae              | 6,52 PB    |
| Skok wzwyż                | Jesse Williams    | 2,29 SB    | Dusty Jonas        | 2,25 SB    | Jim Dilling              | 2,20 SB    |
| Pchnięcie kulą            | Ryan Whiting      | 21,16      | Christian Cantwell | 20,72      | Adam Nelson              | 20,68 SB   |

### Kobiety
| Konkurencja:              | 1. miejsce              | Rezultat   | 2. miejsce     | Rezultat   | 3. miejsce         | Rezultat   |
| Bieg na 50 m              | Veronica Campbell-Brown | 6,08 PB    | Jessica Young  | 6,20 PB    | Gloria Asumnu      | 6,22 PB    |
| Bieg na 500 jardów        | Keshia Baker            | 1:03,74 PB | Fawn Dorr      | 1:04,35 PB | Jasmine Chaney     | 1:05,90 PB |
| Bieg na 800 m             | Fantu Magiso            | 2:07,54 SB | Ajee Wilson    | 2:09,09 SB | Stephanie Charnigo | 2:09,39    |
| Bieg na milę              | Brenda Martinez         | 4:34,62 PB | Sara Vaughn    | 4:37,12 PB | Anna Pierce        | 4:39,97 SB |
| Bieg na 50 m przez płotki | LoLo Jones              | 6,78 PB    | Tiffany Ofili  | 6,83 NR PB | Kellie Wells       | 6,84 PB    |
| Skok o tyczce             | Jillian Schwartz        | 4,52 SB    | Becky Holliday | 4,42       | Janice Keppler     | 4,42 PB    |